# Kondli, Belur
Kondli là một làng thuộc tehsil Belur, huyện Hassan, bang Karnataka, Ấn Độ.